# Aeromonas
Aeromonas es un género de bacteria con forma de bacilo, Gram-negativa, anaerobia facultativa que morfológicamente se asemeja a los miembros de la familia Enterobacteriaceae. Se han descrito catorce especies de Aeromonas, la mayoría de las cuales han sido asociadas con enfermedades humanas. Los patógenos más importantes son A. hydrophila, A. caviae y A. veronii biovar sobria. Estos organismos son ubícuos en el agua dulce y salobre.
Las dos principales enfermedades asociadas con Aeromonas son la gastroenteritis y las infecciones de heridas, con o sin bacteremia. La gastroenteritis generalmente se produce por la ingestión de agua o de alimentos contaminados, mientras que las infecciones de heridas son el resultado de la exposición al agua contaminada.
A pesar de que se han identificado algunos posibles factores de virulencia (por ejemplo, endotoxinas, hemolisinas, enterotoxinas, factores de adhesión), su papel exacto se desconoce. Las especies de Aeromonas causan: 1) enfermedades sistémicas oportunistas en pacientes inmunodeprimidos, 2) enfermedades diarreicas en individuos por lo demás sanos y 3) Infecciones en heridas.

## Gastroenteritis
La enfermedad, por lo general, es una enfermedad aguda grave, mientras que en los adultos tiende a ser una diarrea crónica. La gastroenteritis severa se asemeja a la shigelosis, con sangre y leucocitos en las heces. La enfermedad diarreica aguda es en sí misma autolimitada, por lo que sólo es necesario atención de apoyo a los pacientes afectados.

## Tratamiento
El tratamiento es necesario para los pacientes con enfermedad diarreica crónica o infección sistémica. Las especies de Aeromonas son resistentes a las penicilinas, la mayoría de las cefalosporinas y eritromicina. La ciprofloxacina es activa para las cepas de EE. UU. y Europa, pero se ha informado que las cepas asiáticas son resistentes.
- Datos: Q137647
- Multimedia: Aeromonas / Q137647
- Especies: Aeromonas